# XSVCD
Die XSVCD ist eine Erweiterung der SVCD.
Wie schon bei der XVCD sind die Bitraten erhöht worden, hier auf 9,8 MBit/s. Das sind in etwa die gleichen Bitraten wie bei einer DVD. Der Unterschied zur XVCD ist jedoch, dass die meisten DVD-Player SVCDs lesen können und somit auch die XSVCD abspielen können.
Trotz allem ist die XSVCD ein Format, bei dem vergleichsweise wenig Filmmaterial gespeichert werden kann.
Weitere Formate:
- XVCD
- VCD
- RSVCD
- SVCD
- DVD